# Julian Hörl
Julian Hörl (Saalfelden, 4 maart 1992) is een Oostenrijks beachvolleybalspeler. Hij werd eenmaal Oostenrijks kampioen.

## Carrière
Hörl begon zijn volleybalcarrière in 2010 bij SK Saalfelden. In 2011 nam hij met Simon Schörghofer deel aan de Europese kampioenschappen beachvolleybal onder 20 in Tel Aviv. In 2013 speelde hij met Fabian Kandolf meerdere wedstrijden in de Oostenrijkse beachvolleybalcompetitie en debuteerde hij met Tobias Winter in de FIVB World Tour in Durban. Van 2014 tot en met begin 2017 vormde Hörl een team met Daniel Hupfer. Het tweetal was voornamelijk actief in de nationale en continentale competities. Op mondiaal niveau namen ze het eerste seizoen deel aan vier toernooien met een negende plaats in Paraná als beste resultaat. In 2015 deed het duo mee aan acht en in 2016 aan vier toernooien in de World Tour, waarbij het niet verder kwam dan drie vijf-en-twintigste plaatsen. Begin 2017 behaalden ze een negende plaats bij het toernooi van Kish, waarna Hörl de rest van het seizoen met Alexander Huber speelde. Het tweetal nam deel aan vijf toernooien in de World Tour en kwam daarbij tot een negende plaats in Rio de Janeiro. In eigen land wonnen ze in Wolfurt en werden ze nationaal kampioen in Litzlberg. Met Alexander Horst deed Hörl bovendien mee aan de EK in Jūrmala en met Philipp Waller eindigde hij in november als negende bij het internationale toernooi van Aalsmeer.
In 2018 wisselde Hörl van partner naar Tobias Winter. Het eerste seizoen namen ze deel aan negen mondiale toernooien. Ze behaalden daarbij een tweede plaats in Baden en een vierde plaats op Kish. Bij de EK in Nederland strandden ze na drie nederlagen in de groepsfase. Het jaar daarop kwam het duo in actie op veertien toernooien in de World Tour met vier negende plaatsen als beste resultaat. In 2020 speelde Hörl met verschillende partners in de Oostenrijkse competitie. Met Moritz Pristauz deed hij verder mee aan de EK in Jūrmala waar het Poolse tweetal Piotr Kantor en Bartosz Łosiak in de tussenronde te sterk was. Het jaar daarop kwam hij bij de EK in eigen land met Laurenz Leitner niet verder dan de groepsfase. Met Florian Schnetzer eindigde hij bovendien als vierde bij het 1*-toernooi van Nijmegen.
Sinds 2022 vormt Hörl een team met Alexander Horst. Het eerste seizoen namen ze deel aan tien toernooien in de Beach Pro Tour – de opvolger van de World Tour. Ze wonnen de Future-toernooien van Klaipėda en Baden en bereikten de kwartfinales van de Elite16-toernooien van Gstaad en Uberlândia. Bij de EK in München verloren ze in de kwartfinale van de Tsjechen Ondřej Perušič en David Schweiner. Het jaar daarop namen ze deel aan zes internationale toernooien en wonnen ze brons bij het Challenge-toernooi van Saquarema.

## Palmares
Kampioenschappen
- 2017:  NK

FIVB World Tour
- 2018:  1* Baden

Beach Pro Tour
- 2022:  Klaipėda Future
- 2022:  Baden Future
- 2023:  Saquarema Challenge
- 2023:  Espinho Challenge